# Sinagoga din Dubăsari
Sinagoga din Dubăsari a fost un lăcaș de cult evreiesc din orașul Dubăsari.
Clădirea cu un singur etaj a fost construită în a doua jumătate a secolului al XIX-lea. Până în 1933, a fost una dintre cele șase sinagogi evreiești din oraș. În prezent, clădirea este folosită ca un birou al centralei hidroelectrice.